# Legmeerdijk

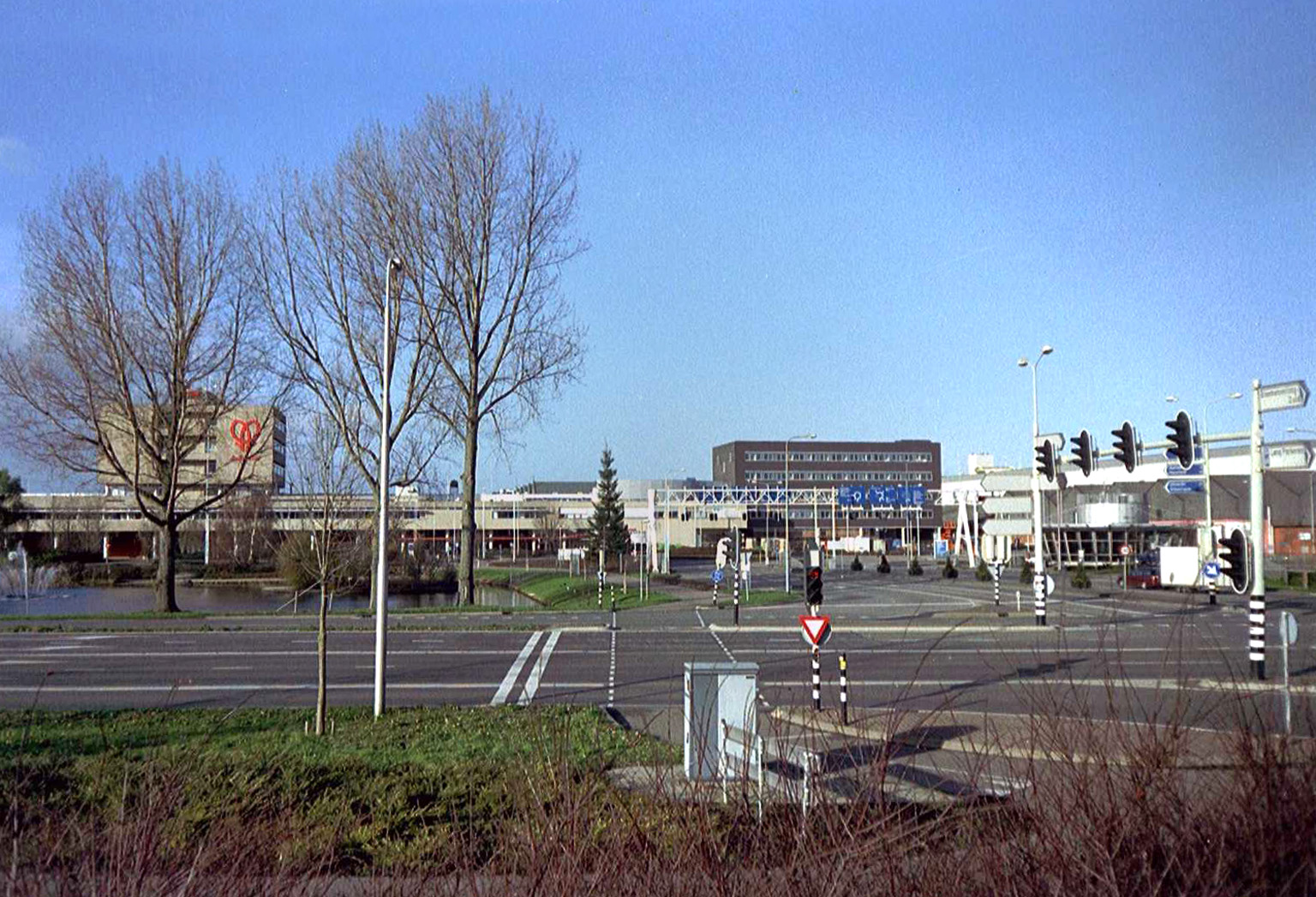
Legmeerdijk 313 bij bloemenveiling in 2006

De Legmeerdijk is ontstaan tijdens de grote ontginning rond 1100 en loopt -parallel aan de voormalige  Legmeerplassen aan de oostzijde en de voormalige Oosteinderpoel aan de westzijde- van Bovenkerk tot De Kwakel. 
Deze weg vormde een belangrijke postweg van Amsterdam naar Leiden, waarbij ter hoogte van de huidige Van Hattemweg de paarden van de postkoets werden verwisseld. De weg is thans aanzienlijk verbreed als de N231, welke aansluit op de Provinciale weg 196. 
Er zijn ter hoogte van de bloemenveiling Flora Holland, gelegen aan de Legmeerdijk 313, nog twee oorspronkelijke stukjes van circa 500 meter van de oude dijk bewaard gebleven, die nu gebruikt worden als fietspad.